# Wacławów (powiat sieradzki)
Wacławów – wieś w Polsce położona w województwie łódzkim, w powiecie sieradzkim, w gminie Goszczanów.
Obecnie składa się z 27 gospodarstw, wyspecjalizowanych w produkcji mleka. Główne uprawy mieszkańców to pola kukurydzy, żyta, owsa i jęczmienia.
Od 1 stycznia do 12 października 1973 w gminie Ustków
W latach 1975–1998 miejscowość należała administracyjnie do województwa sieradzkiego.
Urodził się tu Janusz Wacław Dłużniakiewicz – pułkownik piechoty Wojska Polskiego.